# Hadrokkosaurus
Hadrokkosaurus is een geslacht van uitgestorven brachyopide temnospondyle Batrachomorpha (basale 'amfibieën') uit het Midden-Trias van het zuidwesten van de Verenigde Staten. 
Het omvat als enige soort Hadrokkosaurus bradyi, bekend van de Moenkopiformatie van Arizona. De soort werd in 1947 door Samuel P. Welles benoemd als Taphrognathus bradyi. De soortaanduiding eert Lionel F. Brady. Daarvan bleek de geslachtsnaam echter bezet door Taphrognathus varians Branson & Mehl 1941, een lid van de Conodonta. Welles hernoemde het geslacht daarom in 1957. De nieuwe geslachtsnaam is afgeleid van Abastecedora Hadrok.
Het holotype is UCMP 36199, een rechteronderkaak. Verschillende losse botten werden toegewezen. In 1966 werd ook een hele schedel toegewezen maar daarvan werd achteraf betwijfeld of die wel tot dezelfde soort behoorde, onder andere wegens een afwijkend aantal tanden. De schedel werd benoemd als het aparte geslacht Vigilius.